# Pterocymbium parviflorum
Pterocymbium parviflorum är en malvaväxtart som beskrevs av Elmer Drew Merrill. Pterocymbium parviflorum ingår i släktet Pterocymbium och familjen malvaväxter. Inga underarter finns listade i Catalogue of Life.